# NGC 1416
NGC 1416 (другие обозначения — ESO 482-34, MCG -4-9-48, NPM1G -22.0087, PGC 13548) — эллиптическая галактика (E1) в созвездии Эридан. Открыта Фрэнком Муллером в 1886 году. Описание Дрейера: «очень тусклый, маленький объект круглой формы, в 2' к северу расположена звезда 8,6-й величины».
Этот объект входит в число перечисленных в оригинальной редакции «Нового общего каталога».